# Myrmoderus loricatus
El hormiguero enmascarado (Myrmoderus loricatus) u hormiguero de babero blanco, es una especie de ave paseriforme de la familia Thamnophilidae perteneciente al género Myrmoderus. Anteriormente formaba parte del amplio género Myrmeciza, de donde fue separado recientemente, en 2013. Es endémico del sureste de Brasil.

## Distribución y hábitat
Se distribuye en el oriente de Brasil en el centro y sureste de Bahía, este de Minas Gerais, Espírito Santo, Río de Janeiro y noreste de São Paulo.
Esta especie es poco común en el suelo o cerca de bosques de montaña y áreas arboladas de la Mata Atlántica entre los 700 y 1300 m de altitud.

## Descripción
Mide 15,5 cm de longitud. La corona es de color castaño entre dos cejas largas blancuzcas; el plumaje de las partes superiores es castaño con una mancha blanca en seguida de la nuca y las coberteras de las alas negruzcas; las partes inferiores son blancuzcas, excepto el pecho que en el macho presenta una banda negra con escalas blancas y en la hembra es amarillo. Las patas son rosadas.

## Sistemática

### Descripción original
La especie M. loricatus fue descrita por primera vez por el naturalista alemán Martin Lichtenstein en 1823 bajo el nombre científico Myiothera loricata; localidad tipo «Bahía, Brasil».

### Etimología
El nombre genérico masculino «Myrmoderus» deriva del griego «murmos»: hormiga y «derō»: azote, garrote; significando «destruidor de hormigas»; y el nombre de la especie «loricatus», del latín: con coraza en el pecho.

### Taxonomía
Los amplios estudios de Isler et al. (2013) confirmaron lo que diversos autores ya habían sugerido: que el género Myrmeciza era altamente polifilético. En relación con las entonces Myrmeciza loricata, M. ferruginea, M. ruficauda y M. squamosa, Isler et al. 2013 demostraron que formaban un clado bien definido, distante del resto de Myrmeciza, al que denominaron  «clado ferruginea», dentro de una tribu Pyriglenini. Para resolver esta cuestión taxonómica, propusieron agrupar estas cuatro especies en el género resucitado Myrmoderus. En la Propuesta N° 628 al Comité de Clasificación de Sudamérica (SACC), se aprobó este cambio, junto a todos los otros envolviendo el género Myrmeciza.
El Congreso Ornitológico Internacional (IOC 2017, versión 7.3), todavía no ha adoptado estos profundos cambios taxonómicos.
Es monotípica.